# Perm 1
Perm 1 – stacja kolejowa w Permie, w obwodzie permskim, w Rosji. Znajdują się tu 2 perony.